# Un été avec mon père
Un été avec mon père (The King and Queen of Moonlight Bay) est un téléfilm américain réalisé par Sam Pillsbury, diffusé le 15 juin 2003 sur Hallmark Channel.

## Synopsis
Alison Dodge, une jeune fille de 17 ans, a été abandonnée par son père quand elle n'avait que 6 ans. Un jour, Alison reçoit enfin une réponse à l'une de ses lettres où son père lui demande de venir passer l'été chez lui.
Une fois arrivée, les relations entre Alison et son père sont plutôt tendues mais, au fil du temps, tous deux vont apprendre à se connaitre et à s'aimer.

## Distribution
- Kristen Bell (VF : Alexandra Garijo) : Alison Dodge
- Tim Matheson (VF : Jean-Louis Faure) : Al Dodge
- Sean Young (VF : Marie Vincent) : Sandy Bateman
- Edward Asner (VF : Henri Djanik) : Auggie Sinclair
- Bug Hall (VF : Fabrice Josso) : Tim Spooner
- David Correia : Ramirez

Source et légende : Version française (VF) sur Doublagissimo